# Guzmán (provincia de Burgos)
Guzmán es una entidad local menor española situada en el municipio de Pedrosa de Duero, en la provincia de Burgos, comunidad autónoma de Castilla y León.

## Geografía
Es un pueblo situado en el suroeste de la provincia de Burgos en la vertiente atlántica de la provincia, a 814 m s. n. m. Acceso por la carretera local BU-P-1321 que parte de Quintanamanvirgo en la autonómica BU-132 que comunica Anguix con Mambrilla. Al pie de la cuesta Manvirgo (914 m s. n. m.), su término linda con las provincias de Valladolid y de Palencia.

## Historia
Esta villa es en el año 1069 -o probablemente con anterioridad- origen del apellido homónimo y del que son descendientes -entre otros- el santo burgalés santo Domingo de Guzmán, el militar y noble leonés llamado Guzmán el Bueno y, el poderoso linaje -establecido en Andalucía con la reconquista- de los Guzmanes, uno de cuyos más destacados personajes sería el conde-duque de Olivares, valido del rey Felipe IV. 
Villa perteneciente al partido de Aranda de Duero con jurisdicción, de señorío ejercida por el Duque de Béjar quien nombraba su alcalde ordinario.
A la caída del Antiguo Régimen queda constituida como ayuntamiento constitucional del mismo nombre en el partido Partido de Roa, región de Castilla la Vieja, que en el censo de la matrícula catastral contaba con 90 hogares y 360 vecinos.
El municipio desaparece en la década de los setenta al integrarse en Pedrosa de Duero, contaba entonces con 92 hogares y 297 habitantes de derecho. Su término municipal contaba con una extensión superficial de 2660 hectáreas.
En el Concilio de Burgos del año 1136 ya se hace referencia a la parroquia de Guzmán y posteriormente en el Fuero dado a Roa por Alfonso VII el 22 de diciembre de 1143, aparece citada la villa de Guzmán. Anteriormente a esto, en documento de 1069 del rey Sancho II, se hace referencia a la población como "villa de Gudmario". 
En el censo oficial de 1940 Guzmán contaba con 631 habitantes. En la actualidad esa cifra se ha reducido a 96 personas.

### SigloXIX
Así se describe a Guzmán en la página 149 del tomo IX del Diccionario geográfico-estadístico-histórico de España y sus posesiones de Ultramar, obra impulsada por Pascual Madoz a mediados del siglo XIX:

GUZMAN

Villa con ayuntamiento en la provincia, audiencia territorial y capitanía general de Burgos (14 leguas), partido judicial de Roa (1 1/2), diócesis de Osma (14).
Situada en una altura bien ventilada, gozando de un clima bastante saludable.
Tiene 100 casas de mala construcción, y una pequeña plaza de mal piso y de figura irregular; casa de ayuntamiento en estado ruinoso; escuela de primeras letras concurrida por 30 alumnos y dotada con 647 reales de propios y la parte que le corresponde de una obra pía que fundó el obispo que fue de Palencia, Don Cristóbal de Guzmán y Santdio, además de 2 cántaras de vino que le tiene señaladas cada discípulo; iglesia parroquial dedicada a San Juan Bautista, y servida por un cura párroco y un beneficiado; es un hermoso edificio moderno con 9 naves y 2 capillas, que la una la hizo a sus expensas el año de 1653 el mismo señor obispo, costeando también la obra de su bonita torre en el de 1656, y un palacio con dos torres perfectamente construido, que lo posee Don Simeón Jalón, como patrono de sangre; tiene por último, un cementerio bien ventilado al N, y a corta distancia de la población, y 2 fuentes dentro de la villa, que aunque no muy abundantes, sus aguas son delgadas y saludables.
Confina el término N Olmedillo; E despoblado de Portillejo; S Pedrosa, y O Encinas.
El terreno es gredoso y de miga, con algunas alturas y valles pequeños, y un extenso páramo muy frío y todo de secano; comprende un mediano prado para pastos, y un montecito de roble destinado solo al combustible. A la distancia de 1/4 de hora de la población pasa un pequeño arroyo sin nombre.
Los caminos son locales, habiendo solo uno de herradura que conduce de Aranda a Valladolid, otro que viene de Peñafiel y provincia de Segovia, y otro que va a Burgos.
Producciones: vino, que es la principal cosecha, cereales, legumbres, anís y bastantes patatas; ganado lanar y el vacuno y mular necesario para la labranza, y caza de liebres y perdices.
Industria: la agrícola.
Comercio: exportación de vino e importación de aceite y ropas de vestir.
Población: 90 vecinos, 360 almas.
Capital productivo: 2.038.110 reales. Imponible: 199.809 reales. Contribución: 13.178 reales 2 maravedíes. El presupuesto municipal asciende a 4.000 reales, y se cubre con el producto de propios y arbitrios.

Se reduce a esta población la llamada Canaca que Ptolomeo cuenta entre las turdetanas, siendo distinta de la Canama que resulta de las inscripciones.

## Demografía
| Gráfica de evolución demográfica de Guzmán entre 1842 y 1970 |
| |
| Población de derecho según los censos de población del INE. Población de hecho según los censos de población del INE.Entre el censo de 1981 y el anterior, este municipio desaparece porque se integra en el municipio Pedrosa de Duero. |

Evolución de la población
| Gráfica de evolución demográfica de Guzmán entre 2000 y 2017       |
|                                                                    |
| Población de derecho (2000-2017) según el padrón municipal del INE |

## Comunicaciones

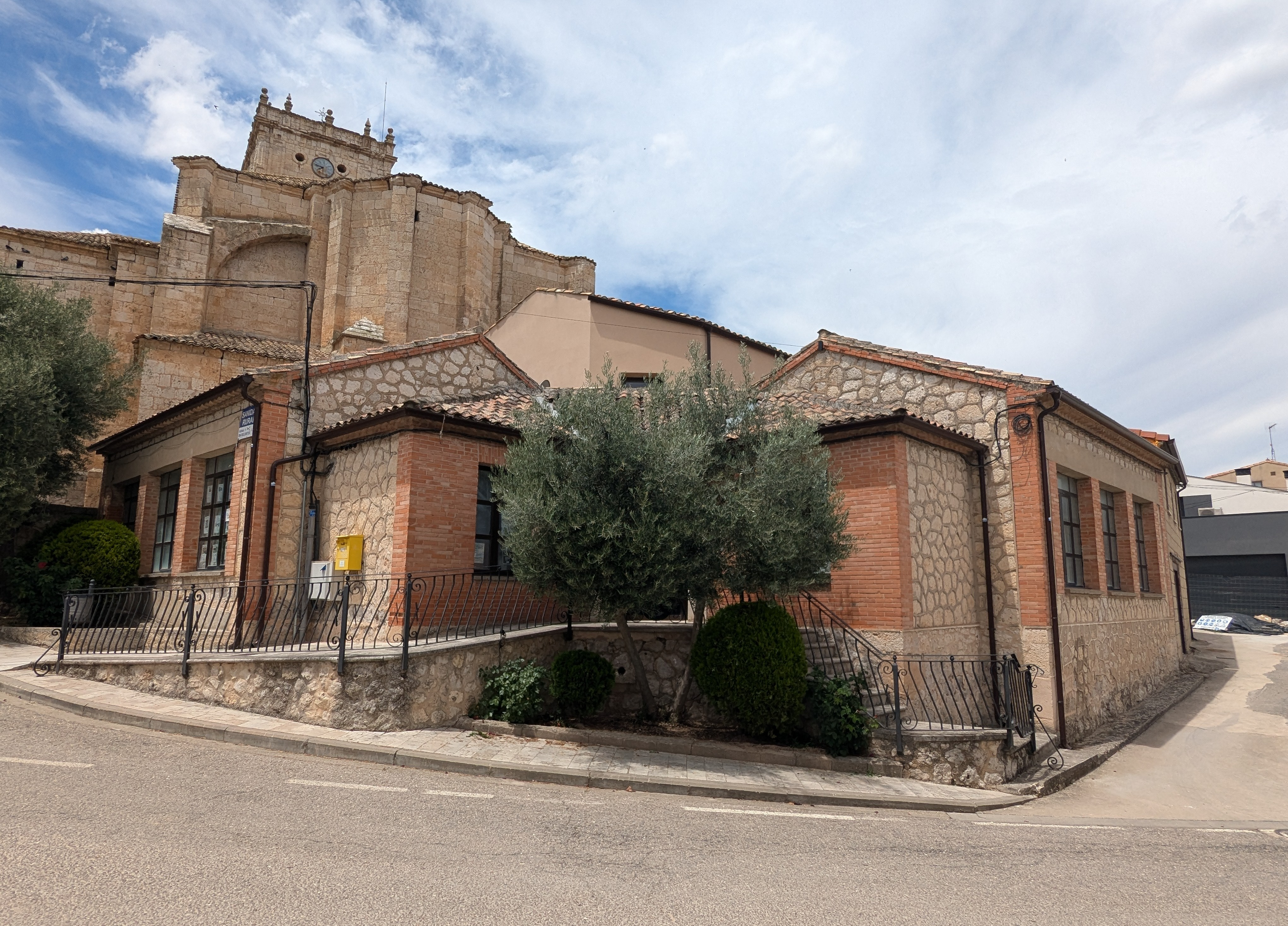
Antiguas escuelas

Ferrocarril: Hasta el cierre de la línea de ferrocarril Valladolid-Ariza, estación en Roa.
Autobús: Línea Burgos - Adrada de Haza, en Quintanamanvirgo, a 3 km. Línea Quintanamanvirgo - Aranda.

## Administración
En las elecciones locales de 2007 correspondientes a esta entidad local menor concurre una sola candidatura encabezada por Ambrosio Nicolás Molinos Merino (PP). Situación que se repite en las elecciones locales de 2011.
La antecesora de Ambrosio se trataba de Emilia del Rincón, habiendo salido elegida en las elecciones de 1999 y las de 2003. En 2019 se produce un cambio de gobierno, asumiendo la alcaldía D. Luis Miguel Rodríguez (PSOE y a partir de 2023 con España Vaciada).

## Patrimonio

### Iglesia parroquial de San Juan Bautista

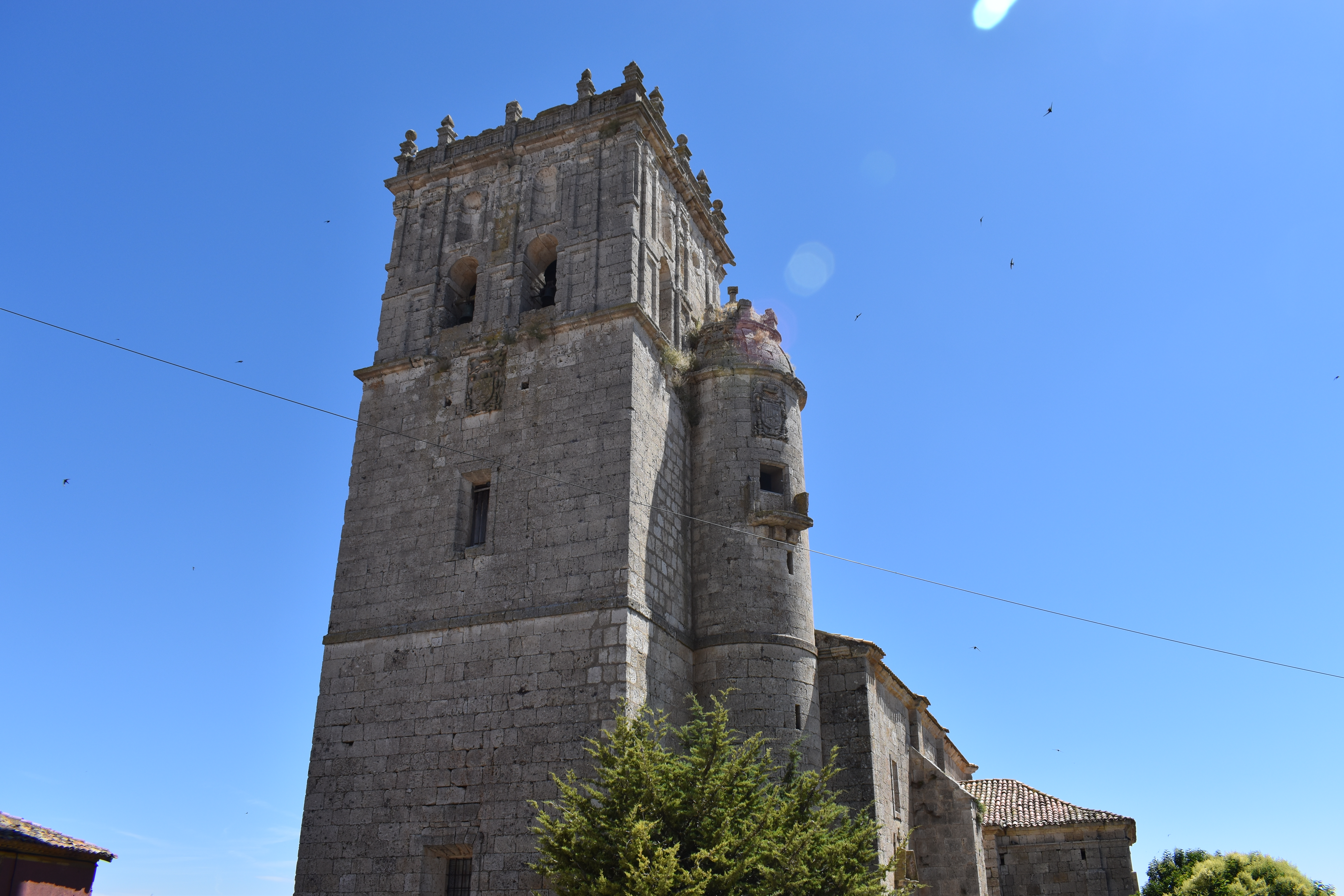
Iglesia de San Juan Bautista

Es un templo católico bajo la advocación de Juan el Bautista. Se empieza a construir en los primeros años del siglo XVII y terminada en noviembre de 1653 gracias al patrocinio de los Guzmán Santoy y del Obispo de Palencia, Cristóbal de Guzmán Santoyo.
Esta iglesia ha sido declarada por la Junta de Castilla y León, Bien de Interés Cultural.

### Palacio de los Guzmán y Santoyo delsigloXVII

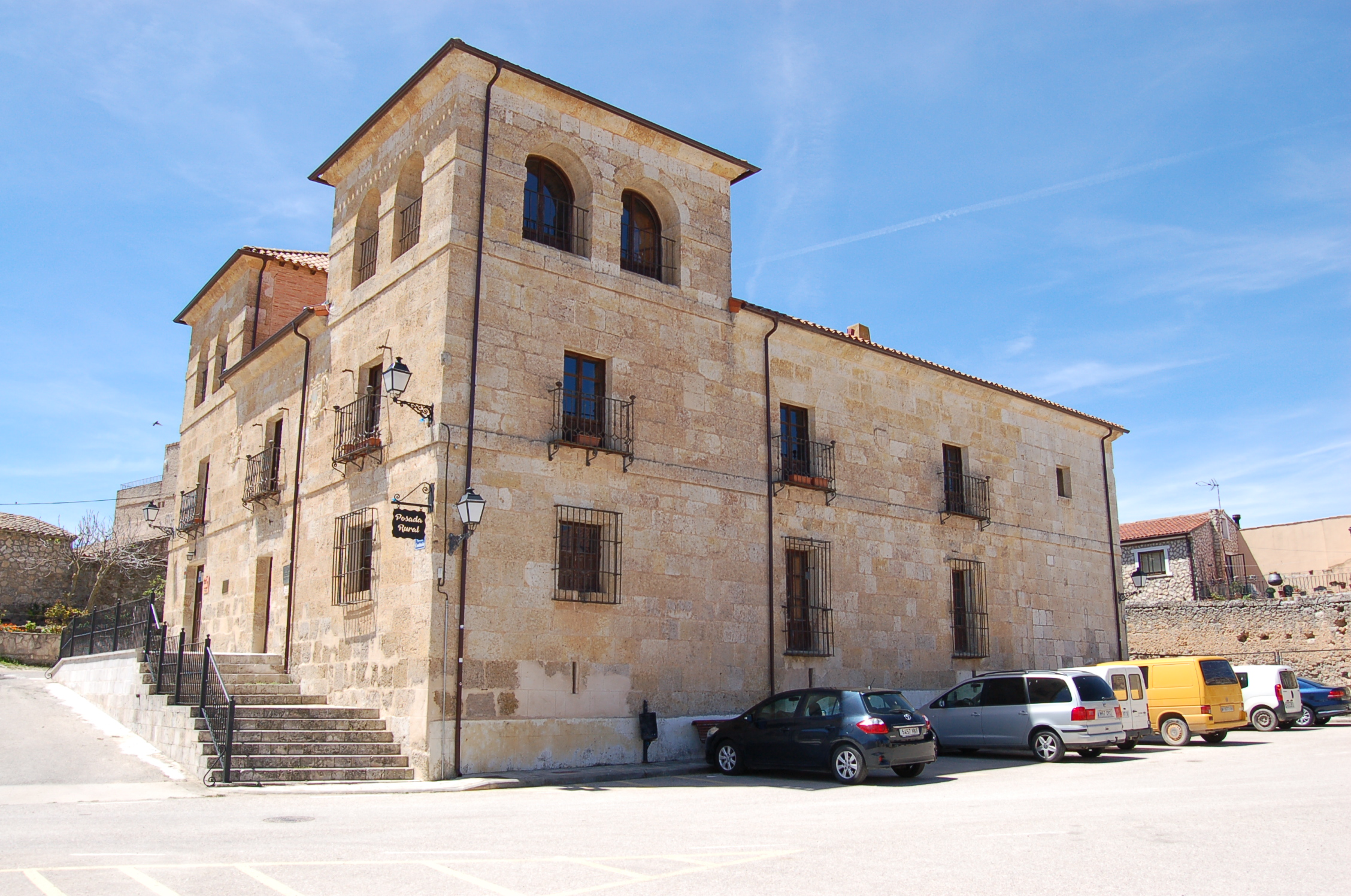
Palacio de Guzmán y Santoyo

Actualmente el Palacio es de propiedad municipal y recientemente se ha llevado a cabo la restauración del mismo y declaración por la Junta de Castilla y León como Bien de Interés Cultural. Ha sido restaurado por el arquitecto Jesús Andrés Marco. Su labor restauradora y rehabilitadora ha respetado en todo momento la estructura original, dotándola, si cabe, de más belleza y funcionalidad. 
El palacio fue mandado construir por Cristóbal de Guzmán y Santoyo a comienzos del siglo XVII. Quiso dejar para su pueblo y para la historia la grandeza de sus apellidos en este edificio. Sobrio y a la vez elegante, de formas barrocas. Consta de dos torres que proporcionan unas vistas inigualables. Desde ellas se divisa desde la sierra de la Demanda hasta Somosierra y, entre ambas, un hermoso abanico de tonos y colores. En él se encontrará alojamiento para disfrutar de unos días de descanso.

### Ermita de la Virgen de la Fuente

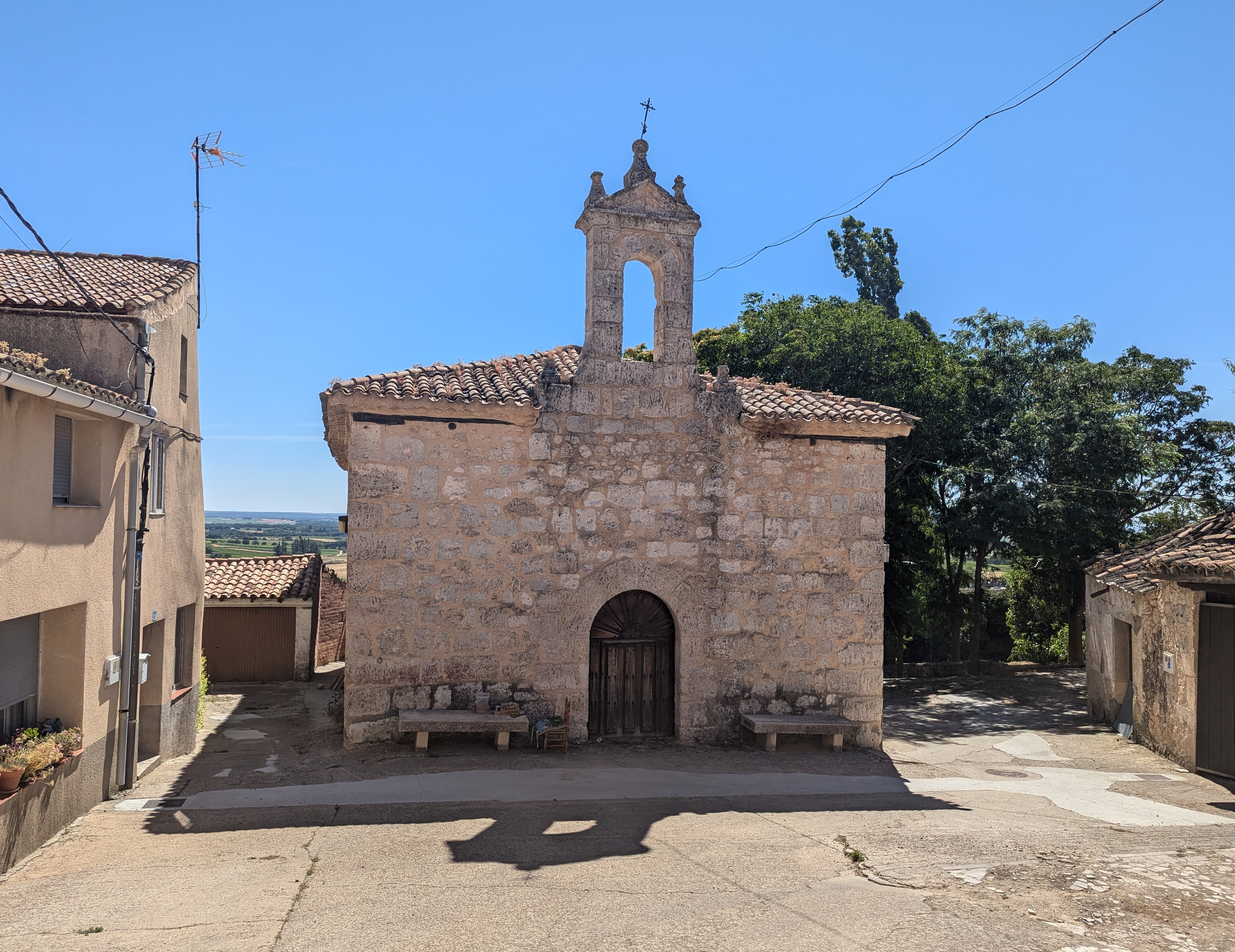
Ermita de la Virgen de la Fuente

La ermita está dedicada a la Virgen de la Fuente. Cuenta la leyenda que la virgen se apareció en una fuente próxima y por eso se edificó la ermita en su honor. En su interior hay una talla de la Virgen, del siglo XII-XIII. La fiesta más importante del pueblo es en su honor y se celebra el primer domingo de septiembre, después del día 8.

### Castillo de Guzmán
El castillo se ubica sobre una pequeña loma de unos 900 metros de elevación al noreste del actual núcleo poblacional. El yacimiento es conocido como “El Castillo” o “Santa Ana” por la cercanía a dicha ermita, hoy en día desaparecida. El enclave ocupa unas 0,53 ha en el cerro señalado, aunque la dispersión de materiales amplía el área de ocupación a las parcelas anexas al norte y al este. Los datos cronológicos disponibles nos hablan de una ocupación desde el siglo IX d. C. con la construcción de una torre circular a la que posteriormente se anexará un lienzo poligonal.

### Patrimonio Cultural Inmaterial y Etnográfico

#### Lagares y bodegas
Se conocen tres zonas con bodegas y lagares (Castillo, Santa María y Santa Eugenia). El conjunto etnográfico más importante y numeroso son las correspondientes a la cuesta de El Castillo. Se conservan al menos restos de cinco lagares cuya antigüedad es de, al menos, el siglo XVII. 
En 2017, la Asociación Cultural La Olmera otorgó sus Premios Renacimiento a tres municipios por su labor de mantenimiento de las bodegas, entre ellos a Guzmán.

#### Fuentes y arte contemporáneo

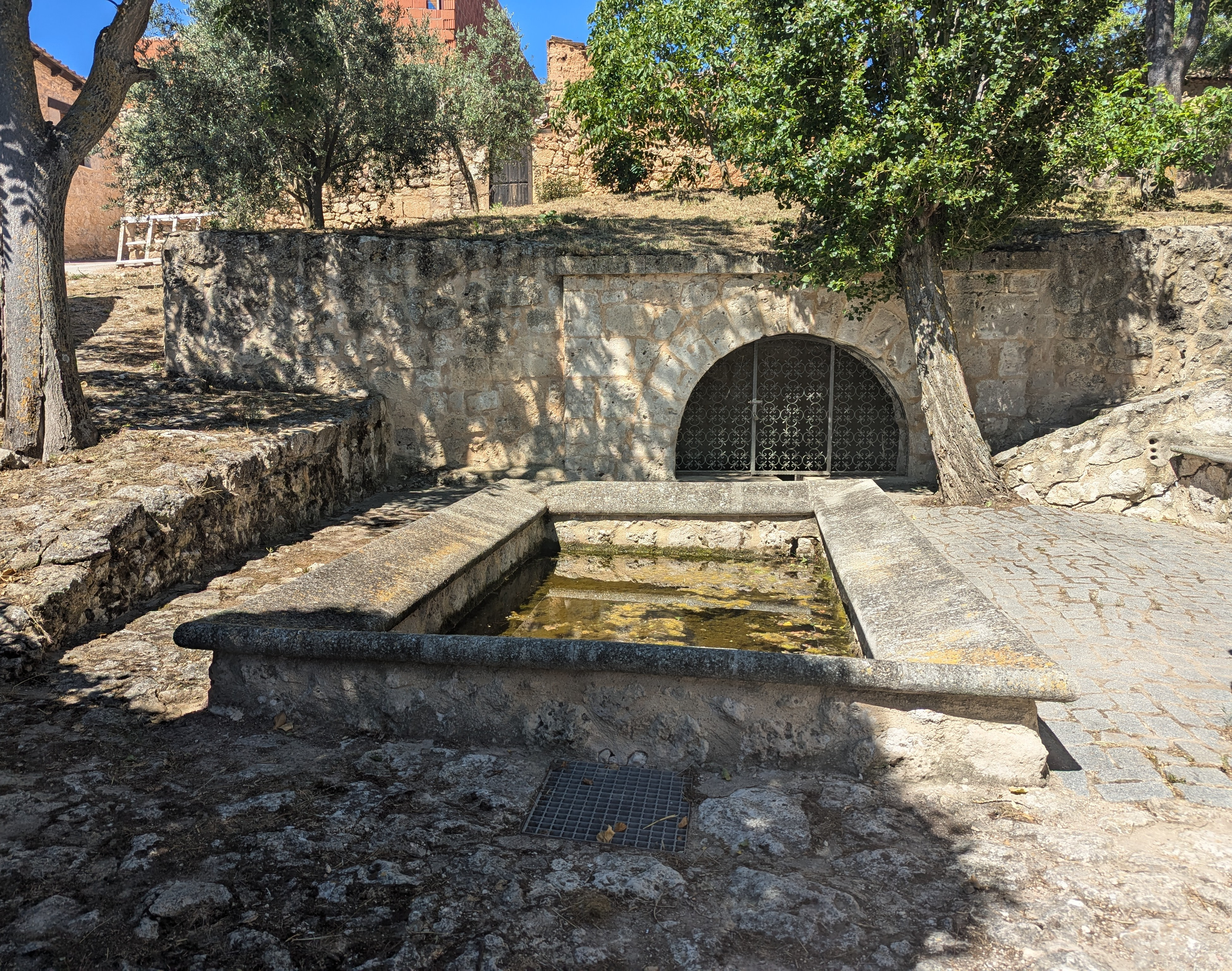
Fuente de Santa María

#### Fiestas y tradiciones
- Fiesta de San Juan (24 de junio)
- Fiestas de la Virgen de la Fuente (siguiente domingo al 8 de septiembre)[14]
- Semana Cultural (agosto)
- Belén Viviente (Navidad)